# Zgornje Gorje
Zgornje Gorje is een plaats in Slovenië en maakt deel uit van de gemeente Gorje in de NUTS-3-regio Gorenjska. De plaats telde 444 inwoners op 1 januari 2020.
Zgornje Gorje ligt dicht bij Bled en de kloof Pokljuska soteska.